# Puntas de Arroyo Negro
Puntas de Arroyo Negro ist eine Ortschaft in Uruguay.

## Geographie
Sie befindet sich auf dem Gebiet des Departamento Paysandú in dessen Sektor 3. Puntas de Arroyo Negro liegt südöstlich von Piedras Coloradas und südwestlich von Orgoroso. In westlicher Richtung ist La Tentación die nächstgelegene größere Ansiedlungen.

## Einwohner
Für Puntas de Arroyo Negro wurden bei der Volkszählung im Jahr 2004 52 Einwohner registriert.
| Jahr | Einwohner |
| ---- | --------- |
| 1996 | -         |
| 2004 | 52        |

Quelle: Instituto Nacional de Estadística de Uruguay